# 恩褒四世坊
恩褒四世坊是一座清代青石牌坊，位于安徽黄山市徽州区潜口村南头公路东侧，表彰大盐商汪复祖、汪修业、汪应庚、汪起一家四代人的慈善义行，立于清乾隆五年（1740年），四柱三间三楼式，高11.4米，宽9.5米，正面匾额上刻“恩褒四世”4字，背面匾额刻“卿月郎星”4字，分别指汪应庚和其子汪起的官职“光禄寺少卿”和“刑部湖广司郎中”。恩褒四世坊是潜口老街中十座牌坊现在仅存的一座。